# Rachael Blackmore
Rachael Blackmore, född 11 juni 1989 i Killenaule i County Tipperary på Irland, är en irländsk galoppjockey som tävlar i National Huntlöpningar. 2021 blev hon den första kvinnliga jockeyn att segra i Grand National. 

## Biografi
Blackmore växte upp på en mjölkgård i Killenaule i County Tipperary på Irland, och började rida i tidig ålder. Hon tog en examen i hästvetenskap vid University of Limerick, samtidigt som hon red löp och tävlade som amatörjockey.
Blackmore red sin första vinnare som amatörjockey den 10 februari 2011, när Stowaway Pearl, tränad av Shark Hanlon, vann Tipperary Ladies' Handicap Hurdle på Thurles. I mars 2015 blev Blackmore proffsjockey, efter att ha ridit elva point-to-point vinnare och sju vinnare som amatörryttare. Hon tog sin första seger proffsjockey på Clonmel den 3 september 2015, då hon segrade med Most Honourable, tränad av Shark Hanlon. 2017 blev hon den första kvinnan att vinna Conditional Riders' Championship på Irland.
2018 hade Blackmore sin första uppsittning i Grand National. Hästen Alpha des Obeaux, tränad av Mouse Morris var spelade till 33/1, men föll vid det femtonde hindret, The Chair.
Hennes första seger i Cheltenham Festival kom 2019 när A Plus Tard segrade i Chase Brothers Novices' Handicap Chase. Hon tog sin första seger i ett grupp 1-löp då Minella Indo vann Albert Bartlett Novices' Hurdle. Båda hästarna tränades av Henry de Bromhead som Blackmore vid det här laget körde åt regelbundet. Under 2019 års Grand National slutade Blackmore på tionde plats på Valseur Lido, tränad av de Bromhead.
Blackmores första seger i ett irländskt grupp 1-löp kom i april 2019 då Honeysuckle segrade i finalen av Mares Novice Hurdle Championship på Fairyhouse. Under 2019 tog Blackmore 90 segrar och kom på andra plats i striden om det irländska jockeychampionatet bakom Paul Townend.

### 2021
År 2021 uppnådde hon två anmärkningsvärda bedrifter på Cheltenham Festival. Hon blev den första kvinnliga jockeyn som segrade i Champion Hurdle, och genom att ta sex segrar under de fyra dagarna blev hon också den första kvinnliga jockeyn att vinna Ruby Walsh Trophy för ledande jockey på Cheltenham.
Den 10 april 2021 red Blackmore Minella Times till seger i Grand National och blev den första kvinnliga jockeyn att segra i löpet. Minella Times, tränad av Henry de Bromhead, startade som fjärdehansfavorit vid 11/1, och segrade med 6½ längd framför stallkamraten och tvåan Balko Des Flos. På grund av Covid-19-restriktioner fanns det inga åskådare på banan för att bevittna Blackmores historiska seger.